# 巴罗萨谷
巴罗萨谷（英語：Barossa Valley）是南澳州的一處谷地，距離阿德萊德東北60公里，是澳洲著名的葡萄酒產區和旅遊勝地。

## 歷史
巴罗萨谷是由威廉·萊特上校命名，為紀念1811年英國在西班牙的加的斯進行的巴罗萨戰役中戰勝法國。

## 葡萄酒業
葡萄酒業是巴罗萨谷的重要工業，解決了當地大部分居民的就業。

## 外部連結
- Barossa Wine & Tourism （页面存档备份，存于）（英文）
- Official Barossa Council Site （页面存档备份，存于）（英文）

1. ↑   (PDF).   [2011-03-07]. （原始内容 (PDF)存档于12 March 2011）.
2. ↑  See Population